# ケネニサ・ベケレ
ケネニサ・ベケレ（Kenenisa Bekele, 1982年6月13日 - ）は、エチオピア出身の陸上選手。男子トラック長距離室内2000mの世界記録保持者。5000mおよび10000mの元世界記録保持者。強い精神力とスピードを持ち、鮮烈なラストスパートで知られる。オリンピック・世界選手権では圧倒的な強さを見せて優勝を重ね、世界の頂点に君臨し続けていた。

## 経歴
2002年は世界クロスカントリー選手権を19歳でショートとロングを初制覇。以後両種目において史上初の5連覇を達成する。
国際千葉駅伝の2区（5 km）で最初の1kmを2分28秒で入ると3kmでは7分30秒で結果的に5kmを13分7秒という驚異的な区間新（当時）を出し、男子の最優秀選手に選ばれた。
2003年はオスロで10000mに初めて出走し、ハイレ・ゲブレセラシェを抑えて優勝した。
2004年は短期間に5000mと10000mの世界記録を更新した。アテネオリンピックでは、10000mでは残り4周からロングスパートを仕掛け、唯一付いてきた同じエチオピア出身のシレシ・シヒネに対しても、ラスト400mでさらにスパートを掛けて引き離し。初の金メダルを獲得。しかし二冠を期待されていた5000mではスローペースとなり、ラスト200mでスパートを仕掛けたものの、ラスト100mで本来、中距離走を専門とするヒシャム・エルゲルージのラストスパートに競り負けて、銀メダルに終わった。
2005年はブリュッセルのバンダム記念で再び10000mの世界記録を更新した。
2006年はゴールデンリーグの全勝ボーナスであるジャックポットを狙ったが、6戦5勝に終わった。
2007年はバーミンガムで室内2000mの世界記録を樹立した。
6連覇を狙った世界クロスカントリー選手権では腹痛で途中棄権に終わった。
世界選手権10000mでも不調ながらもライバルの揺さぶりに耐え続け、最後は圧倒的なスパート（ラスト400mを55秒、200mを27秒）で駆け抜けて優勝。
2008年はバーミンガムで室内2マイルの世界記録を樹立し、エディンバラ世界クロスカントリー選手権でも序盤のアクシデントで先頭から大幅に遅れながらも追い付き、優勝した。北京オリンピックでは、5000mと10000mをともに制し、母国の先達ミルツ・イフターが1980年モスクワオリンピックで達成して以来となる男子長距離2冠に輝いた。
2009年はベルリン世界陸上にて10000mで4連覇を達成した。
2010年は長年のキャリアによる「勤続」疲労からか、ふくらはぎの故障のため今のところ世界クロスカントリー選手権をはじめとするほとんどの試合を欠場している。
2011年、韓国で行われたテグ世界陸上選手権の10000mにエチオピア代表として出場した。直前まで故障が完治しなかったため、練習不足かつ、エチオピア選手権を含む試合に全く出場しないまま、ワイルドカードで世界選手権に臨んだものの、棄権という結果に終わった。しかしその棄権からわずか2週間ほど後、ダイヤモンドリーグブリュッセル大会に出場、26分43秒16という2011年最高記録で優勝するという奇跡的なカムバックを見せた。
2012年、アイルランドで行われたグレート・アイルランド・ランの10㎞に出場、序盤から先頭を譲らず、クレイグ・モットラムが2005年に樹立したコースレコードを、40秒近く上回る27分49秒で優勝した。同年のロンドンオリンピックでは、10000mのみに絞って三連覇を目指したものの、モハメド・ファラー、ゲーレン・ラップ、弟のタリク・ベケレに次ぐ27分32秒の4位に終わった。
2013年、ケネニサはグレート・アイルランド・ランで2年連続の優勝を飾ると、続くハーフマラソンであるグレート・ノース・ランにおいても、モハメド・ファラーやハイレ・ゲブレセラシェとの激戦を制して1時間0分9秒のタイムで優勝した。
2014年、フルマラソンへの参戦を決め、4月6日のパリマラソンに出場。初マラソンながら2時間05分04秒の大会新記録をマークして優勝した。
2019年9月のベルリンマラソンに出場。35km以降に驚異の追い上げを見せ、37歳にして2時間1分41秒という世界歴代2位の記録で優勝した。故障などもあり、2016年のベルリンマラソン以来の優勝であった。

## 人物
- 首都アディスアベバから遠く離れた高地にあるベゴジ村出身で6人兄弟の2番目。オロモ人。
- 弟のタリク・ベケレも長距離を専門にした陸上選手である。
- 敬虔なクリスチャン。
- セメント会社であるMuger Cementの陸上部に所属している。
- 公称身長174 cm、体重66 kg。ただし一説によると身長は160 cmと伝えられており、同じエチオピア出身で身長165 cmのシレシ・シヒネと並んでも大した身長差はない[2]。
- アテネオリンピック10000mではラスト1周を53秒02でカバーした。
- 2005年1月4日に一緒に練習をしていた婚約者であるアレム・テチャレが心臓発作により18歳で急死したことから、哀しみの新皇帝と呼ばれた。その悲しみを癒す為にアメリカ合衆国のニューメキシコ州で高地トレーニングを行った。それについて、「アレムを思い出すような場所から離れたかった。そのことから立ち直れるような静かな場所で今季に備えたかった」とコメントしている[3]。
- 2007年世界クロカンを腹痛で途中棄権するまで、クロカンは27連勝だった。
- 2007年11月18日に女優のダナウィット・ゲブレグジアブハーと結婚する事を発表した[4]。

## 主な成績
- 1999年 世界ユース陸上選手権  3000m 銀メダル
- 2000年 世界ジュニア陸上選手権  5000m 銀メダル
- 2001年 世界クロスカントリー選手権 ジュニアコース 優勝
- 2001年 世界クロスカントリー選手権 ショートコース 2位
- 2002年～2006年世界クロスカントリー選手権 ショートコース&ロングコース 優勝
- 2003年 世界陸上 10000m 金メダル・5000m 銅メダル
- 2004年 アテネオリンピック 10000m 金メダル・5000m 銀メダル
- 2005年 世界陸上 10000m 金メダル
- 2006年 世界室内 3000m 金メダル
- 2006年 W杯陸上アテネ大会 3000m 銀メダル
- 2007年 世界陸上 10000m 金メダル
- 2008年 世界クロスカントリー選手権 シニアコース 優勝
- 2008年北京オリンピック 10000m 金メダル・5000m 金メダル
- 2009年 世界陸上 10000m 金メダル・5000m 金メダル
- 2011年 世界陸上 10000m DNF
- 2012年 ロンドンオリンピック 10000m 4位

## 自己ベスト
- 1500m  3:32.35（2007年）
- 3000m  7:25.79（2007年）
- 2マイル 8:13.51（2007年）
- 5000m  12:37.35（2004年） =元世界記録
- 10000m 26:17.53（2005年）=元世界記録、エチオピア記録
- 15 km   42:42（2001年）
- マラソン　2:01:41（2019年ベルリンマラソン）=エチオピア記録

## マラソン成績
| 年月    | 大会名           | タイム      | 順位  | 備考        |
| ------- | ---------------- | ----------- | ----- | ----------- |
| 2014.04 | パリマラソン     | 2：05：04   | 優勝  | 大会記録    |
| 2014.10 | シカゴマラソン   | 2：05：51   | 4位   |             |
| 2015.01 | ドバイマラソン   | ----------- | (DNF) |             |
| 2016.04 | ロンドンマラソン | 2：06：36   | 3位   |             |
| 2016.09 | ベルリンマラソン | 2：03：03   | 優勝  |             |
| 2017.01 | ドバイマラソン   | ----------- | (DNF) |             |
| 2017.04 | ロンドンマラソン | 2：05：57   | 2位   |             |
| 2017.09 | ベルリンマラソン | ----------- | (DNF) |             |
| 2018.04 | ロンドンマラソン | 2：08：53   | 6位   |             |
| 2019.09 | ベルリンマラソン | 2：01：41   | 優勝  | 世界歴代2位 |
| 2024.04 | ロンドンマラソン | 2：04：15   | 2位   |             |

## 外部サイト
- ケネニサ・ベケレ - 国際オリンピック委員会 (英語)
- ケネニサ・ベケレ - オリンピックチャンネル
- ケネニサ・ベケレ - Olympedia (英語)
- ケネニサ・ベケレ - Sports-Reference.com (Olympics) のアーカイブ (英語)
- ケネニサ・ベケレ - 国際陸上競技連盟 (英語)
- ケネニサ・ベケレ - IAAFダイヤモンドリーグ (英語)
- ケネニサ・ベケレ - TrackField.brinkster.net (英語)
- ケネニサ・ベケレ - Munzinger Sports Archives (ドイツ語)
- ケネニサ・ベケレ 史上最強クロカン選手、ベケレ2冠5連勝達成 - SHOT
- TBS「世界陸上ヘルシンキ」　哀しみの新皇帝　ケネニサ・ベケレ[リンク切れ]
- TBS「世界陸上ベルリン」　ケネニサ・ベケレ[リンク切れ]

| 先代 ハイレ・ゲブレセラシェ | 男子5000m競走世界記録保持者 2004/5/31 - 2020/8/14  | 次代 ジョシュア・チェプテゲイ |
| 先代 ハイレ・ゲブレセラシェ | 男子10000m競走世界記録保持者 2004/6/8 - 2020/10/07 | 次代 ジョシュア・チェプテゲイ |